# マルク・ヴィルモッツ
- マルク・ウィルモッツ

マルク・ヴィルモッツ（Marc Robert Wilmots, 1969年2月22日 - ）は、ベルギーの元サッカー選手、現サッカー指導者。ベルギー代表としてプレーし、2012年から2016年までベルギー代表監督を務めた。日本における姓の表記は、ウィルモッツ、ヴィルモッツの2通りある。

## 選手経歴

### クラブ
1987年にシント＝トロイデンVVでプロデビューした。KVメヘレンを経て1991年に国内の強豪スタンダール・リエージュに移籍すると、2年目に22ゴールを挙げるなど大活躍した。1996年にドイツ・ブンデスリーガのシャルケ04に移籍し、移籍1年目からクラブをUEFAカップ優勝に導き、その後のシャルケの躍進の立役者の一人となった。その闘争的なプレースタイルからサポーターに愛され、「ミスター1000ボルト」の愛称で呼ばれた。世界的な知名度は低かったものの、ヨーロッパではその名を広く知られ、負けず嫌いな性格と試合時に見せる闘争心から、「ワイルド・ボア（野生の猪）」の異名でも知られた。
2000年にフランスのボルドーに一時移籍するも、2001年に再びシャルケに復帰し、2003年までシャルケでプレーして引退した。なお引退直前の2003年3月、シャルケ監督のフランク・ノイバルトの解任を受けてシーズン残りの試合の暫定監督を務めた。
その後は同国の国会議員となり政治の舞台に活動の場を移したものの、2005年に辞職している。

### 代表
ヴィルモッツの代表デビューは1990年5月のルーマニア戦だった。1990年ワールドカップイタリア大会のメンバーにも選ばれたが出場機会は無く、ワールドカップ初出場は1994年の1994年アメリカ大会であった。1994年当時のベルギー代表はまだエンツォ・シーフォが中心選手で、ヴィルモッツはポジションを奪うに至らず、決勝トーナメント進出の決まっていたサウジアラビア戦 (0-1) に出場したのみであった。
その後ヴィルモッツはチームの中心選手となり、1998年ワールドカップフランス大会ではメキシコ戦で2ゴールを挙げた。しかし開催国として臨んだユーロ2000ではチームはグループリーグ敗退に終わった。ワールドカップとユーロの2大タイトルで開催国が決勝トーナメントに進めなかったのはこの大会のベルギー代表が史上初のチームであり、中心選手であったヴィルモッツも大きな批判を浴びた。
2002年ワールドカップ日韓大会の欧州予選では7ゴールを挙げてベルギーの予選突破に大きく貢献した。特にプレーオフのチェコ戦では出場権をほぼ確実にするペナルティーキックを決めた。本大会のグループリーグH組では、日本戦・チュニジア戦・ロシア戦の全てでゴールを挙げ、ベルギーのグループリーグ突破の立役者となった。このうち日本戦での先制点は、オーバーヘッド・キックで放ったものであり、日本のサポーターを沈黙させた。決勝トーナメント1回戦のブラジル戦は善戦したが0対2で敗れた。この試合でヴィルモッツは前半36分に幻の先制ゴールを挙げたが、ファウルの判定となり得点は認められなかった。ヴィルモッツによると、試合中のハーフタイムに主審が誤審であったと謝罪したという。
このワールドカップ日韓大会をもってヴィルモッツはベルギー代表から引退した。チームの精神的支柱であり得点源でもあった彼の引退後、ベルギーはユーロ2004、2006年ワールドカップドイツ大会のどちらも予選敗退に終わるなど、国際舞台からはしばらく遠のくこととなった。

## 指導者経歴
現役最終年の2003年3月にシャルケ04の暫定監督を務めた。2004年からは古巣のシント＝トロイデンVVの監督に就任したが、翌年2月に解任された。
2009年からはジョルジュ・レーケンス監督率いるベルギー代表のアシスタントコーチを務めた。レーケンスが2012年に退任すると、ヴィルモッツが後任監督に就任した。2013年10月11日、ワールドカップブラジル大会の欧州予選でクロアチア戦に勝利し、自身が選手として出場した2002年日韓大会以来3大会ぶりにベルギー代表をワールドカップ本大会出場へ導いた。就任当時FIFAランキング54位だったチームを4年間で史上8か国目となるランキング1位（2015年11月）へ引き上げ、2018年ワールドカップロシア大会までの契約を結んでいたが、ユーロ2016でベスト8と期待外れの結果に終わり、2016年7月15日に解任された。
2017年3月21日、コートジボワール代表の監督に就任した。しかし就任以降の6試合で1勝しか挙げることができず、チームはワールドカップロシア大会のアフリカ3次予選で敗退したため、2017年11月にコートジボワール代表監督を辞任した。
2019年5月、イラン代表の監督に就任した。

## その他
- 日韓ワールドカップで対戦した日本代表の主将・森岡隆三は、後に「他のベルギーの選手は自分たちでも互角に戦えると思ったが、ヴィルモッツだけは次元の違う動きをしていた。これが『本気になった世界レベルの選手』だと実感した」と語っている。
- ベルギー代表チーム内では「Willy （ウィリー）」のニックネームで呼ばれた。また、かつての所属チーム、シャルケ04のサポーターからは、その負けず嫌いな性格から「負けず嫌いのWilly」、ユニフォームが泥で真っ黒になるまでピッチを駆けずり回るヴィルモッツの敢闘精神から「戦う豚」[10]と呼ばれていた。
- ゴルフが趣味で代表仲間とよくプレーをする。

## 所属クラブ
- 1985-1988  シント＝トロイデンVV
- 1988-1991  KVメヘレン
- 1991-1996  スタンダール・リエージュ
- 1996-2000  シャルケ04
- 2000-2001  FCジロンダン・ボルドー
- 2001-2003  シャルケ04

## 代表歴

### 出場大会
- ベルギー代表
  - 1990 FIFAワールドカップ
  - 1994 FIFAワールドカップ
  - 1998 FIFAワールドカップ
  - 2002 FIFAワールドカップ

### 試合数
- 国際Aマッチ 70試合 29得点（1990年-2002年）[11]

| ベルギー代表 | 国際Aマッチ | 国際Aマッチ |
| 年           | 出場        | 得点        |
| ------------ | ----------- | ----------- |
| 1990         | 4           | 0           |
| 1991         | 6           | 0           |
| 1992         | 7           | 4           |
| 1993         | 3           | 4           |
| 1994         | 4           | 0           |
| 1995         | 0           | 0           |
| 1996         | 1           | 0           |
| 1997         | 3           | 1           |
| 1998         | 9           | 4           |
| 1999         | 6           | 3           |
| 2000         | 9           | 2           |
| 2001         | 9           | 7           |
| 2002         | 9           | 4           |
| 通算         | 70          | 29          |

## 指導歴
- 2003  シャルケ04（暫定監督・選手兼任）
- 2004-2005.2  シント＝トロイデンVV
- 2009-2012  ベルギー代表（アシスタントコーチ）
- 2012-2016  ベルギー代表
- 2017  コートジボワール代表
- 2019-  イラン代表